# دبستان مریم
دبستان مریم مربوط به دوره پهلوی اول است و در رشت، میدان شهرداری، ابتدای خیابان سعدی، روبروی استانداری قدیم واقع شده و این اثر در تاریخ ۷ اسفند ۱۳۸۶ با شمارهٔ ثبت ۲۱۵۲۴ به‌عنوان یکی از آثار ملی ایران به ثبت رسیده است.